# Equação de estado de Redlich–Kwong
Na física e na termodinâmica, a equação de estado de Redlich–Kwong é uma equação algébrica e empírica que relaciona temperatura, pressão e volume de gases. Geralmente, é mais precisa que a equação de Van der Waals e a equação do gás ideal em temperaturas acima da temperatura crítica. Ela foi formulada por Otto Redlich e Joseph Neng Shun Kwong em 1949. 

## Equação
A equação de Redlich–Kwong é formulada como:
{\displaystyle P={\frac {R\,T}{V_{m}-b}}-{\frac {a}{{\sqrt {T}}\;V_{m}\,(V_{m}+b)}}}
onde:
- P é a pressão do gás
- R é a constante dos gases,
- T é a temperatura,
- Vm é o volume molar (V/n),
- a é uma constante que corrige o potencial de atração das moléculas, e
- b é uma constante que corrige o volume.

As constantes são diferentes dependendo de qual é o gás que está sendo analisado. As constantes podem ser calculadas a partir do ponto crítico do gás:
{\displaystyle a={\frac {1}{9({\sqrt[{3}]{2}}-1)}}\,{\frac {R^{2}\,{T_{c}}^{2.5}}{P_{c}}}=0,42748\,{\frac {R^{2}\,{T_{c}}^{2.5}}{P_{c}}},}
{\displaystyle b={\frac {{\sqrt[{3}]{2}}-1}{3}}\,{\frac {R\,T_{c}}{P_{c}}}=0,08664\,{\frac {R\,T_{c}}{P_{c}}}}
onde:
- Tc é a temperatura no ponto crítico, e
- Pc é a pressão no ponto crítico.